# Twarogi Lackie
Twarogi Lackie [tfaˈrɔɡi ˈlat͡skʲɛ] est un village polonais de la gmina de Perlejewo dans le powiat de Siemiatycze et dans la voïvodie de Podlachie. Il se situe à environ 3 kilomètres à l'est de Perlejewo, à 24  kilomètres au nord-ouest de Siemiatycze et à 72 kilomètres au sud-ouest de Białystok. 